# Christian Friedrich von Jäger

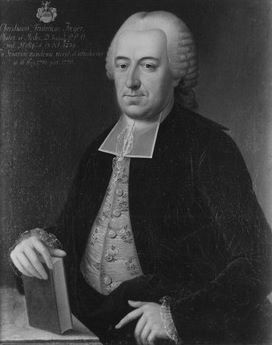
Christian Friedrich von Jäger auf einem Porträt aus der Tübinger Professorengalerie

Christian Friedrich Jäger, ab 1806 von Jäger, (* 13. Oktober 1739 in Stuttgart; † 7. September 1808 ebenda) war ein deutscher Mediziner.

## Leben
Christian Friedrich Jäger wuchs in Nürtingen auf. Sein Vater, der Arzt Georg Friedrich Jäger (1714–1787), arbeitete als Stadt- und Oberamtsphysikus in Nürtingen und Neuffen und als Klosteramtsphysikus in Denkendorf (Württemberg).
Christian Friedrich Jäger sollte ursprünglich Theologe werden und war deshalb Zögling der Klosterschulen in Denkendorf und Maulbronn. Anschließend kam er ans Tübinger Stift und erwarb 1760 den Titel „Magister“. Dann entschied er sich, doch Mediziner zu werden. Er studierte in Tübingen, Leyden, Berlin und Wien und schloss 1767 mit der Promotion ab. Im selben Jahr erfolgte seine Ernennung zum außerordentlichen Professor der Medizin an der Eberhard-Karls-Universität in Tübingen. Nach dem Tod seines Schwiegervaters Philipp Friedrich Gmelin erhielt er 1768 dessen ordentliche Professur in Tübingen für Botanik und Chemie. Ab 1772 war er auch Professor für Pathologie und medizinische Praxis. Mit zahlreichen bahnbrechenden Veröffentlichungen machte sich Jäger schnell einen Namen.
1780 berief Herzog Carl Eugen Christian Friedrich Jäger zu seinem Leibmedicus. Für Jäger war dies einerseits eine Auszeichnung, andererseits aber auch eine Belastung, da ihm der Herzog charakterlich sehr fernstand und ärztliche Ratschläge oft in den Wind schlug. Nur widerstrebend ließ er sich 1784 vom Herzog als Professor für Gerichtsmedizin und medizinische Praxis an die Hohe Karlsschule versetzen. Er fand dort engen Kontakt zum Kreis des Karlsschülers und späteren Naturforschers Georges Cuvier. Beide gaben sich gegenseitig wesentliche Impulse.
Die Neuordnung des ineffizienten württembergischen Medizinalwesens war für Jäger eine Herkulesaufgabe. Nach dem Vorbild des unter Kaiser Joseph II. wirkenden österreichischen Gesundheitspolitikers Johann Peter Frank erzielte er insbesondere in der Arzneimittelordnung, der Diagnostik, der Bekämpfung ansteckender Krankheiten und der Bekämpfung der hohen Säuglingssterblichkeit große Erfolge.
Auch nach dem Tod Carl Eugens im Jahr 1793 blieb Jäger Leibmedicus von König Friedrich I. Kurz vor seinem 69. Geburtstag starb er in Stuttgart. Sein umfangreicher schriftlicher Nachlass gilt als verschollen.

## Familie
Christian Friedrich Jäger war der Sohn des Arztes Georg Friedrich Jäger (1714–1787) und der Christiane Friderike Jäger geb. Rheinwald (1716–1747). Er heiratete 1768 in Lustnau Christiane Elisabeth Gmelin. 1774 heiratete er in Nürtingen zum zweiten Mal, und zwar Luise Friederike Sonntag.
Aus der ersten Ehe stammen eine Tochter und der Sohn
- Carl Christoph Friedrich von Jäger (1773–1828), Obermedizinalrat und Leibarzt.

Aus zweiter Ehe hatte er 5 Kinder, darunter
- Georg Friedrich von Jäger (1785–1866), Obermedizinalrat, Paläontologe,
- Gottlieb Friedrich Jäger (1783–1843), Professor der Philosophie und Ephorus des Tübinges Stifts.

Christian Friedrich Jäger war ein Stiefvetter von Friedrich Hölderlins Mutter, Johanna Christiana Gok, verwitweter Hölderlin, geb. Heyn, sein Vater ein angeheirateter Großonkel Hölderlins und dazu dessen Arzt in Nürtingen und Klosterarzt in Denkendorf (Württemberg). Seine Söhne waren Stiefvettern zweiten Grades von Hölderlin. Dieser bezeichnete Karl Christoph Friedrich Jäger entsprechend als „Landsmann und Vetter“, d. h. als entfernten Verwandten. Hölderlin wohnte zeitweilig bemerkenswerterweise in der Nähe seines als Ephorus des Evangelischen Stifts Tübingen tätigen „Vetters“ Gottlieb Friedrich Jäger zur Miete bei Schreinermeister Ernst Friedrich Zimmer (1772–1838).

## Freimaurer
Christian Friedrich Jäger gehörte der von 1774 bis 1784 bestehenden Freimaurerloge „Zu den drei Zedern“ in Stuttgart an. Deren Mitglieder wurden vielfach für die Literatur- und Geistesgeschichte Württembergs wichtig.

## Ehrungen
Christian Friedrich Jäger wurde 1806 mit dem Ritterkreuz des Königlichen Zivilverdienstordens ausgezeichnet, womit die Erhebung in den persönlichen Adel verbunden war. Am 25. Juli 1806 wurde er mit dem Beinamen Theon II. zum Mitglied (Matrikel-Nr. 1034) Leopoldina gewählt.